# Hylaeus verticalis
Hylaeus verticalis är en biart som först beskrevs av Cresson 1869. Den ingår i släktet citronbin och familjen korttungebin. Inga underarter finns listade i Catalogue of Life.

## Beskrivning
Hylaeus verticalis är ett smalt, övervägande svart bi. Honan har nästan helt svarta antenner, gulorange markeringar i ansiktet och tydligt rökfärgade vingar. Hanen har brunaktiga antenner, gula käkar och gula markeringar i ansiktet, mer omfattande än honans gulorange, samt ljusare vingar än honan. Båda könen har gula markeringar på benen, men mer omfattande hos hanen. Honan har en kroppslängd på 6 till 7 mm, hanen 5,5 till 6 mm.

## Ekologi
Arten flyger mellan maj och augusti. Den är polylektisk, den besöker blommande växter ur många olika familjer: Flockblommiga växter, strävbladiga växter, kaprifolväxter, ärtväxter, näveväxter, strävbladiga växter, kransblommiga växter, malvaväxter, dunörtsväxter, videväxter, ranunkelväxter, brakvedsväxter, rosväxter och flenörtsväxter. Pollen, som blandat med nektar tjänar till föda för larverna, hämtas dock nästan uteslutande från rosväxter, med visst bidrag från korgblommiga växter.

### Fortplantning
Arten är solitär, honan konstruerar larvbona med hjälp av körtelsekret. Det händer att bona parasiteras av bistekeln Gasteruption assectator. Avkomman övervintrar i boet som vilolarv.
Då arten är ett tämligen ovanligt bi, har försök gjorts att förse den med konstgjorda bon för uppfödning av larverna.

## Utbredning
Utbredningsområdet omfattar östra Nordamerika från sydöstra Kanada och nordöstra USA från Minnesota till New England, söderut till North Carolina.